# Центральний банк Бахрейну
Центральний банк Бахрейну (араб. مصرف البحرين المركزي, англ. Central Bank of Bahrain) — центральний банк Королівства Бахрейн, головний елемент і наглядовий орган у банківській системі Бахрейну.

## Історія
У 1965 році створено Валютне управління Бахрейна. У 1973 році створено державне Агентство грошового обігу Бахрейна (Bahrain Monetary Agency), якому були передані функції Валютного управління.
7 вересня 2006 року створений Центральний банк Бахрейну.